# Barbara Winter
Barbara Winter (* 1944) ist eine ehemalige Rennrodlerin der DDR. Sie startete für die BSG Wismut Karl-Marx-Stadt. Ihre größten Erfolge waren der 4. Platz bei den Weltmeisterschaften 1965 in Davos hinter ihren Teamkolleginnen Ortrun Enderlein, Petra Tierlich und Ilse Geisler und der Vize-Titel bei der nationalen Meisterschaft der DDR 1964 in Friedrichroda hinter Olympiasiegerin Ortrun Enderlein und der Olympiazweiten Ilse Geisler. Sie trat 1966 vom Leistungssport zurück.